# Ragazza seduta
Ragazza seduta (chiamato anche Mademoiselle Huguette) è un dipinto a olio su tela (92x65 cm) realizzato nel 1918 dal pittore italiano Amedeo Modigliani.
Fa parte di una collezione privata parigina.
Della ragazza raffigurata, una certa Huguette, non si sa nulla, e si suppone sia stata una modella occasionale di Modigliani. Nel dipinto si possono notare gli influssi del periodo in cui l'artista si era dedicato alla scultura. Infatti la testa lievemente reclinata, il senso plastico dei lineamenti del volto e il colore simile alla terracotta sono chiari segni del Modigliani scultore.